# Jakob Friedrich Duttenhofer
Jakob Friedrich Duttenhofer (* 25. Januar 1696 oder 1697 wahrscheinlich in Stuttgart-Berg; † 20. August 1769 in Nürtingen) war ein deutscher Politiker sowie Spital- und Bürgermeister in Nürtingen und Nürtingens Vertreter im württembergischen Landesparlament.
Jakob Friedrich Duttenhofer stammte aus einer Familie von Walkmüllern und Tuchmachern in Berg. Im Alter von 25 Jahren wurde er Spitalmeister in Nürtingen und mit 40 Jahren Vertreter Nürtingens im Landesparlament in Stuttgart. Er war hier an dem Vergleich zwischen den Vertretern der Landstände und des Herzogs von Württemberg beteiligt, der 1770 nach einem jahrelangen Prozess abgeschlossen wurde.
Duttenhofer heiratete in erster Ehe Marie Judith Gfrörner (1699–1732) und in zweiter Ehe Johanna Elisabeth Spittler (1710–1778). Von den dreizehn Kindern aus diesen beiden Ehen erreichten acht das Erwachsenenalter, darunter Christoph Friedrich Duttenhofer als ältester überlebender Sohn und Christian Friedrich Duttenhofer.
1748 kaufte Jakob Friedrich Duttenhofer in Nürtingen den Schweizer Hof, ein Bauwerk, das von Heinrich Schickhardt stammte. Er ließ ihn bis auf den Keller niederreißen und auf diese Basis ein neues Gebäude stellen, das allerdings schon beim Stadtbrand 1750 abbrannte und abermals neu aufgebaut werden musste. Das Gebäude wurde später als Hölderlinhaus bekannt und zeigt sich heute noch teilweise in der Gestalt, die Duttenhofer ihm verleihen ließ. So ist z. B. die Bauinschrift von 1751 noch erhalten. Abriss- und Umgestaltungspläne, die schon weit gediehen waren, wurden im Frühjahr 2009 nach Protesten aus der Bevölkerung und der Untersuchung durch einen Bauhistoriker auf Eis gelegt.
Seit 1932 ist in Nürtingen die Duttenhoferstraße nach Jakob Friedrich Duttenhofer benannt.